# از خون جوانان وطن لاله دمیده
«از خون جوانان وطن لاله دمیده» نام هفتمین و مشهورترین تصنیف از مجموعه سروده‌های عارف قزوینی است. این تصنیف با نام‌های «راز دل» و «هنگام می» نیز شناخته شده است.
مضمون این تصنیف اشاره به افسانه‌ای دارد که از قطرات خون سیاوش (یکی از قهرمانان شاهنامه)، گل‌های لاله روییده است. مضمون این سرود با گذشت یکصد سال، همچنان در نوشتارهای سیاسی دوران معاصر، مشاهده می‌شود.
عارف قزوینی در دیوان خود و در مقدمه‌ای بر این تصنیف، آورده است:
این تصنیف در دورهٔ دوم مجلس شورای ایران در تهران ساخته شده است. بواسطه عشقی که حیدرخان عمواوغلی بدان داشت، میل دارم این تصنیف به یادگار آن مرحوم طبع گردد. این تصنیف در آغاز انقلاب مشروطه ایران بیاد اولین قربانیان آزادی سروده شده است.

## اجراها
نخستین اجرای این تصنیف، با صدای خود عارف بود. عارف این تصنیف را تنها با یک سه‌تار اجرا می‌کرده است. در حال حاضر از اجراهای عارف هیچ نسخهٔ صوتی وجود ندارد. این تصنیف بعدها، بارها توسط خوانندگان مختلف همچون افتخار، زری و امجد (۱۲۹۱)، عبدالله دوامی (۱۲۹۳) و عسگر عبدالله‌یف (در تفلیس و در همان سال‌ها) اجرا گردید. یکی از مشهورترین آثار ضبط‌شده از این تصنیف، با صدای الهه در حدود سال‌های ۱۳۴۰ در برنامهٔ رادیویی گل‌های رنگارنگ با همکاری یک ارکستر ۵۰ نفره صورت گرفت. این اجرا بر اساس روایت‌های شفاهی از اجرای خود عارف تنظیم شده است.
ولی مشهورترین اجرای این اثر، مربوط به سال ۱۳۵۱ و با صدای محمدرضا شجریان و همکاری گروه شیدا به سرپرستی محمدرضا لطفی است. در سال ۱۳۵۸ این اثر با تنظیم متفاوتی از فرامرز پایور و صدای محمدرضا شجریان و اجرای گروه پایور بازخوانی گردید و در آلبوم راز دل منتشر شد.
از دیگر اجراهای مشهور این اثر می‌توان به اجرای سالار عقیلی، لیلا فروهر، علیرضا قربانی، پریسا، سیما بینا، سیما مافیها، پرویز پرستویی و پرستو احمدی اشاره نمود.

## متن
بند یک
هنگامِ می و فصلِ گل و گشتِ چمن شد

دربار بهاری تهی از زاغ و زغن شد

از ابرِ کرم، خطّهٔ ری رشکِ خُتَن شد

دلتنگ چو من مرغِ قفس بهرِ وطن شد
چه کج‌رفتاری ای چرخ

چه بدکرداری ای چرخ

سرِ کین داری ای چرخ

نه دین داری،
 نه آئین داری
نه آیین داری ای چرخ
بند دو
از خونِ جوانان وطن لاله دمیده

از ماتم سروِ قدشان، سرو خمیده

در سایهٔ گل بلبل از این غصه خزیده

گل نیز چو من در غمشان جامه دریده

چه کج‌رفتاری ای چرخ

چه بدکرداری ای چرخ

سر کین داری ای چرخ

نه دین داری،
 نه آئین داری نه آیین داری ای چرخ
بند سه
خوابند وکیلان و خرابند وزیران

بردند به سرقت همه سیم و زرِ ایران

ما را نگذارند به یک خانهٔ ویران

یا رب بستان دادِ فقیران زِ امیران
چه کج‌رفتاری ای چرخ

چه بدکرداری ای چرخ

سر کین داری ای چرخ

نه دین داری،

نه آیین داری ای چرخ
بند چهار
از اشک همه روی زمین زیر و زبر کن

مشتی گرت از خاکِ وطن هست به‌سر کن

غیرت کن و اندیشهٔ ایامِ بتر کن

اندر جلو تیرِ عدو، سینه سپر کن
چه کج‌رفتاری ای چرخ

چه بد کرداری ای چرخ

سر کین داری ای چرخ

نه دین داری،

نه آیین داری ای چرخ
بند پنج
از دستِ عدو نالهٔ من از سرِ درد است

اندیشه هر آنکس کند از مرگ، نه مرد است

جان‌بازیِ عشاق، نه چون بازیِ نرد است

مردی گرت هست، کنون وقتِ نبرد است
چه کج‌رفتاری ای چرخ

چه بدکرداری ای چرخ

سر کین داری ای چرخ

نه دین داری،

نه آیین داری ای چرخ
بند شش
عارف زِ ازل، تکیه بر ایام نداده است

جز جام، به کس دست، چو خیام نداده است

دل جز به‌سر زلفِ دلارام نداده است

صد زندگی ننگ بیک نام نداده است
چه کج‌رفتاری ای چرخ

چه بدکرداری ای چرخ

سر کین داری ای چرخ

نه دین داری،

نه آیین داری ای چرخ